# Presidente del Consejo Europeo
El presidente del Consejo Europeo es una de las más altas posiciones institucionales de la Unión Europea. Sus funciones principales son la de presidir y orientar las políticas generales que deben guiar a la Unión, para ello se encargará de buscar y mantener consensos entre los jefes de Gobierno reunidos en Consejo Europeo. Actúa de facto como un jefe de Estado, teniendo encomendada la tarea de proponer un candidato para presidir la Comisión Europea tras las elecciones europeas. El actual presidente del Consejo Europeo es Antonio Costa, que en 2024 sucedió en el cargo al político reformador belga Charles Michel. Su mandato tiene una duración de dos años y medio renovables una sola vez, sustituyendo así el sistema rotatorio anterior al Tratado de Lisboa de 2009.
El Consejo Europeo reúne a los jefes de Estado y de Gobierno de los Estados de la Unión más su propio presidente y el presidente de la Comisión Europea (en ocasiones se invita también al presidente del Parlamento). Sin embargo, el presidente del Consejo Europeo no tiene los clásicos poderes propios de un sistema presidencialista o mixto, como es la capacidad de disolver el Parlamento, aunque si de realizar una ronda de consultas con los grupos parlamentarios entrantes tras las elecciones europeas para proponer un candidato a presidir la Comisión Europea (en acuerdo con los demás jefes de Estado y de Gobierno nacionales). Su proyección exterior se corresponde con la más alta representación de la UE en el ámbito de la política exterior y de seguridad común, al nivel de los jefes de Estado. El artículo 15.6 in fine del Tratado de Funcionamiento de la Unión lo sitúa, en el ámbito internacional, a la altura de los jefes de Estado.
Tras la entrada en vigor del Tratado de Lisboa, el presidente del Consejo Europeo es elegido por los propios miembros del Consejo Europeo. Su cese se produce, además de por dimisión y muerte, por terminación natural de su mandato, o por destitución debida a impedimento o falta grave apreciadas por el Consejo Europeo en votación resuelta por mayoría cualificada. No interviene en su designación el Parlamento Europeo.
El hipotético cargo de «presidente de la Unión Europea», como tal, no ha estado previsto ni lo está en ninguno de los documentos de la Unión Europea. Se han producido propuestas en el sentido de avanzar hacia un sistema electivo directo o, cuando menos, de aprobación por el Parlamento Europeo, para dar al presidente un respaldo democrático más directo, argumentándose que con esto se reforzaría considerablemente su peso y su autoridad en el seno del Consejo Europeo y contribuiría a un liderazgo más firme, además de abordar con audacia la cuestión de legitimidad democrática en la UE.
El presidente del Consejo Europeo tiene asignados determinados servicios propios dependientes directamente del Consejo Europeo (fundamentalmente su gabinete), así como la propia Secretaría General del Consejo, que si bien pertenece formalmente a otra institución (el Consejo), está puesta a su disposición en el desempeño de sus funciones.

## Historia del cargo

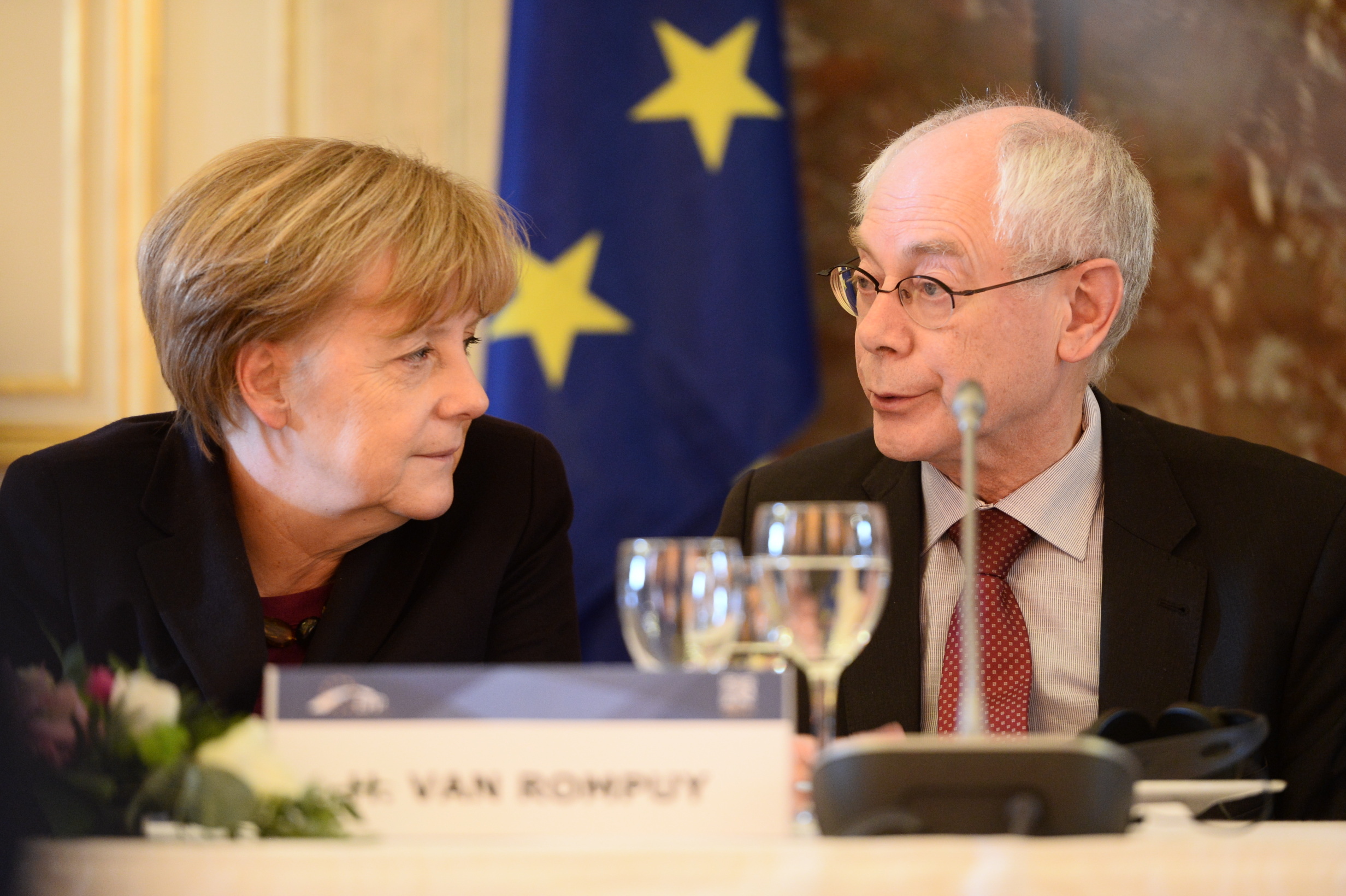
La canciller alemana Angela Merkel y Herman Van Rompuy, primer presidente del Consejo Europeo tras el Tratado de Lisboa.

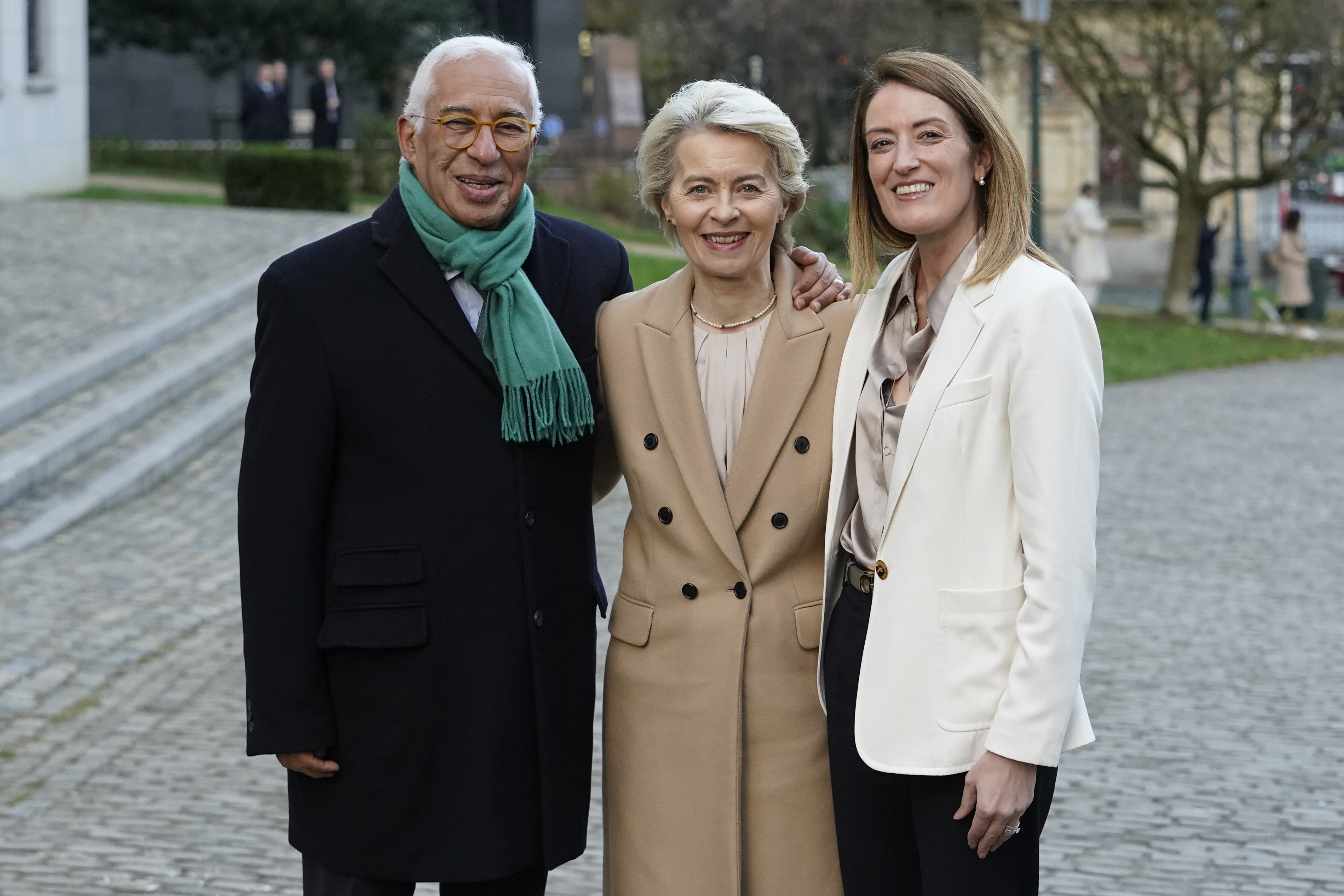
Antonio Costa, la presidenta de la Comisión Europea Ursula von der Leyen y la presidenta del Parlamento Europeo Roberta Metsola.

El primer Consejo Europeo se celebró en 1961 en una cumbre informal, pero solo se formalizó en 1974. A partir de entonces y hasta la entrada en vigor del Tratado de Lisboa en 2009, se utilizó un sistema de presidencias rotatorias, que extendían las presidencias semestrales del Consejo de la UE a un Consejo Europeo ajeno al marco institucional, bajo la figura de un «presidente en ejercicio de la UE», que recaía en el jefe de Estado o de Gobierno a cuyo país correspondiera en cada momento la presidencia de turno de aquella institución.
El presidente en ejercicio era así el principal responsable de preparar las reuniones del Consejo Europeo, y a él le correspondía presidirlas, pero no contaba con más poderes que los de persuasión política, careciendo incluso de poderes administrativos formales. No obstante, representaba usualmente a la Unión en el exterior, y, en correlación, estaba obligado a presentar un informe completo al Parlamento Europeo tras las reuniones del Consejo Europeo, y al principio y final de la presidencia.
La consagración formal por el Tratado de Lisboa del Consejo Europeo como Institución de la Unión, separada del Consejo de la UE, puso fin a este complejo sistema y, tras encendidos debates, se implantó la figura de un presidente estable de la nueva institución constitucional, de la máxima altura política y apartada de cualquier responsabilidad nacional, dedicada en exclusiva a la presidencia, primus inter pares, de los dirigentes europeos.
El primer presidente del Consejo Europeo elegido tras el Tratado de Lisboa fue el ex primer ministro democristiano belga Herman Van Rompuy, que fue nombrado por el Consejo Europeo reunido el 19 de noviembre de 2009. Tras jurar los tratados, asumió sus funciones el 1 de enero de 2010.
Desde el 1 de diciembre de 2024, el presidente del Consejo Europeo es António Costa, ex primer ministro de Portugal.

## Funciones
Las funciones del presidente del Consejo Europeo concurren en su cometido una faceta interna, en la que distinguimos a su vez una parte política y otra administrativa, y otra exterior, de máxima representación de la Unión en las relaciones internacionales al más alto nivel.
De acuerdo con los tratados, las funciones del presidente son relativamente limitadas, y en su esencia reconducibles a un papel constitucional más simbólico que estrictamente político; de hecho el presidente del Consejo Europeo no dispone de ninguna potestad ejecutiva, que corresponde casi en exclusiva a la Comisión. Sin embargo, una lectura de conjunto del Tratado de la Unión sugiere un perfil más profundo y una significativa influencia política. Estas observaciones son, de hecho, aplicables a la propia institución que preside, el Consejo Europeo, lo que no impide que, en la práctica, este sea un influyente cuerpo político para las decisiones estratégicas de la Unión. Así pues, sus poderes políticos tienen un reflejo ciertamente difuso en el diseño formal y jurídico de la institución; esto se traslada, necesariamente, a la propia figura de su presidente.

### Funciones de política interna
Dado que el Consejo Europeo es la institución comunitaria responsable que «determinará los intereses estratégicos de la Unión, fijará los objetivos y definirá las orientaciones generales de la política exterior y de seguridad común, incluidos los asuntos que tengan repercusiones en el ámbito de la defensa», el limitado elenco de responsabilidades que formalmente corresponden a su presidente se transforma en un poder potencial de considerable relevancia material y política. El espíritu del enunciado constitucional apunta en la dirección de una autoridad con acceso a todos los centros de poder político real, tanto estatales como comunitarios, y con una influencia a medio camino entre la conciliación mediadora y el impulso político.
Si bien esta complejidad funcional encaja con los parámetros del poder comunitario, la institución que encarna el Consejo Europeo, es típicamente intergubernamental y no ejerce funciones legislativas.

### Funciones exteriores

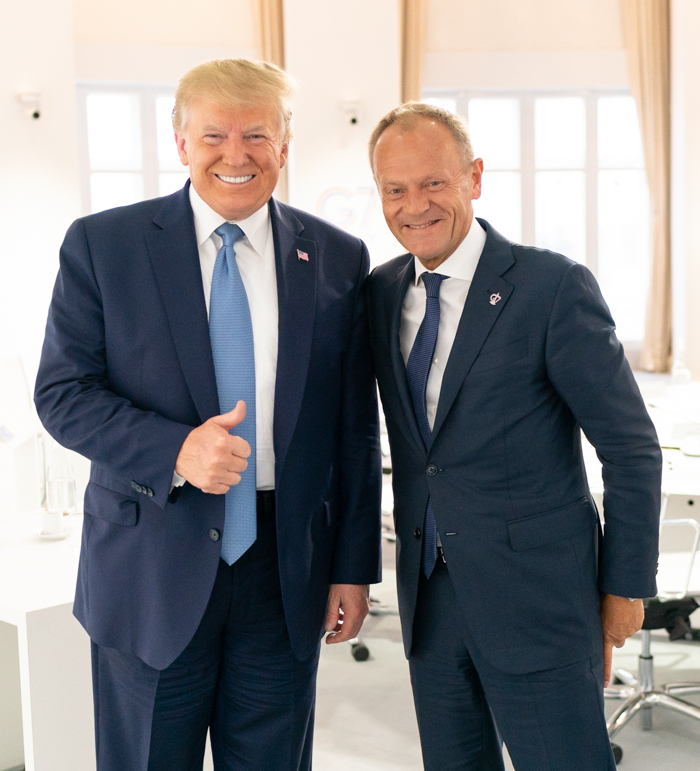
El presidente estadounidense Donald Trump y Donald Tusk, segundo presidente del Consejo Europeo tras el Tratado de Lisboa.

Al presidente del Consejo Europeo corresponde la más alta representación exterior de la Unión Europea, en su nivel y condición (esto es; entre los jefes de Estado y de Gobierno extranjeros) en el ámbito de la política exterior y de seguridad común (PESC), sin perjuicio de las labores correspondientes al alto representante de la Unión para Asuntos Exteriores y Política de Seguridad (AR).
Se trata de una representación exterior al más alto nivel, pero que de acuerdo con el principio de cooperación leal o lealtad comunitaria que inspira el funcionamiento de la Unión Europea, deberá ejercerse de acuerdo a la estrategia política de la acción exterior europea, que está dirigida y coordinada por el AR. Al mismo tiempo, y dado que esta potestad exterior se refiere tan solo al ámbito de la PESC, deberá llevarla a cabo sin perjuicio de las competencias de dirección y representación que en las demás áreas y políticas de la acción exterior corresponden a la Comisión.
Por lo tanto, el sistema de representación exterior de la Unión se reparte de la siguiente manera: en los asuntos de política exterior y de seguridad común (incluida la política común de seguridad y defensa), la máxima representación de la Unión en la escena internacional corresponde al presidente del Consejo Europeo; en el resto de la acción exterior se mantienen inalteradas las omnipresentes competencias de representación (y dirección política) que corresponden a la Comisión Europea, representada a su vez por su propio presidente; finalmente se erige la figura del AR que participa en el Consejo Europeo y es vicepresidente de la Comisión. Esta última figura no es un representante al máximo nivel (el de jefes de Estado y de gobierno) como lo son el presidente del Consejo Europeo y el de la Comisión, sino el representante correspondiente al nivel ministerial, que asiste a los otros dos en el ejercicio de sus funciones institucionales de representación exterior, pero que de hecho está al frente de la política exterior y de seguridad común en el ámbito decisorio y que coordina toda la acción exterior europea desde su puesto en la Comisión.
Sin embargo, el poder material del presidente del Consejo Europeo en la política exterior (en toda ella, no solo en la política exterior y de seguridad común, sino también en la cooperación al desarrollo, ayuda humanitaria y financiera exterior, política comercial común, etc.) debe calibrarse de acuerdo con su influencia efectiva en la institución que preside, el Consejo Europeo, pues es este el que decidirá las líneas principales y objetivos estratégicos de aquella, que luego concretarán y ejecutarán otros cargos e instituciones (el AR, la Comisión, etc.).

## Órganos de apoyo
El Gabinete es el principal órgano político de asistencia inmediata y personal al presidente del Consejo Europeo. Por su parte, la Secretaría General del Consejo (SGC) es el órgano de apoyo y coordinación que asiste administrativamente al Consejo en sus funciones legislativa y presupuestaria, así como de coordinación de ciertas políticas, y al Consejo Europeo como institución presidencial y de impulso de la Unión Europea. También asiste a sus respectivos presidentes, incluidos el alto representante de la Unión para Asuntos Exteriores y Política de Seguridad (AR), como presidente del Consejo de Asuntos Exteriores, y, naturalmente, al presidente del Consejo Europeo.
La SGC está dirigida por un secretario general, nombrado por la mayoría cualificada del Consejo, que responde políticamente ante el pleno del mismo y que garantiza el buen funcionamiento de sus trabajos, en cooperación con la Presidencia del Consejo de la Unión Europea, que antes del Tratado de Lisboa se extendía al Consejo Europeo. Sin embargo, la estrecha vinculación institucional y la afinidad política que existe entre el Consejo Europeo y el Consejo de la Unión Europea (en ambos están representados los gobiernos de los Estados miembros) hace impracticable una dirección de cualquiera de ellos que no se desarrolle en coordinación con la otra. Es por esto, y por la tenue implantación institucional y de recursos que tiene el presidente del Consejo Europeo, que este suele consultar frecuentemente con la presidencia de turno del Consejo (ahora organizada en grupos de tres, o tríos) sus estrategias o su actividad exterior.
El presidente del Consejo Europeo también cuenta con el apoyo del Consejo de Asuntos Generales (CAG) que es la formación del Consejo que reúne una vez al mes a los ministros de asuntos europeos o de asuntos exteriores y al Comisario europeo de Relaciones Institucionales para tratar las cuestiones generales que afectan simultáneamente a varios sectores o a varias políticas de la Unión Europea, o bien que se refieren a asuntos institucionales. Asimismo, el CAG se ocupa de cualquier expediente que le confíen el Consejo Europeo o su presidente. Además, el CAG es el encargado de preparar las reuniones del Consejo Europeo, en estrecha cooperación con su presidente. De hecho, el CAG actúa en ocasiones como una comisión permanente del Consejo Europeo, entre sus reuniones. Es también un enlace obligado entre la presidencia de turno del Consejo y el presidente del Consejo Europeo, porque el CAG, como una formación más que es del Consejo, está encabezado por la presidencia semestral que rota entre los Estados miembros.
En sus funciones exteriores, el presidente del Consejo Europeo se apoya en el Servicio Europeo de Acción Exterior (SEAE) que es el principal instrumento político y administrativo de la acción exterior europea. Dirigido por el AR con el apoyo de un secretario general ejecutivo y dos secretarios generales adjuntos, este organismo está asimismo al servicio del más alto representante institucional de la Unión en el ámbito de la política exterior y de seguridad común, el presidente del Consejo Europeo. A tal fin, el servicio exterior deberá coordinarse con los servicios del presidente y con la SGC.

## Sede y prerrogativas

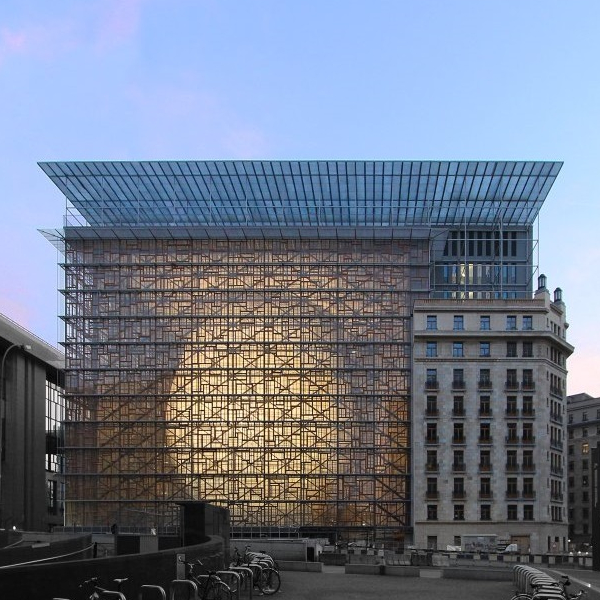
El Edificio Europa en el barrio europeo de Bruselas es la sede del Consejo Europeo.

Las negociaciones formales sobre el sueldo y los privilegios de los puestos de trabajo se iniciaron en abril de 2008 como parte del proyecto de presupuesto de la UE para 2009. El presidente del Consejo recibe idéntico trato salarial y protocolario que el reservado al presidente de la Comisión. En lo referente al salario, el montante asciende a 304 000 € anuales.
Algunas de las prerrogativas formales del cargo son un automóvil oficial blindado con chófer, servicio de seguridad propio y un montante consignado para sostener vivienda representativa, en lugar de una residencia oficial que fue considerado «demasiado simbólico». Del mismo modo, la idea de un avión privado también fue preterida en pro de un avión puesto a disposición por la Presidencia semestral del Consejo UE.
Ante la posibilidad de que sean mayores las preferencias protocolarias para el presidente del Consejo que para el presidente de la Comisión, el Parlamento ha amenazado con rechazar el presupuesto de 2009. Finalmente, representantes del Parlamento, del Consejo y de la Comisión llegaron a un acuerdo: el presidente del Consejo Europeo ostenta el segundo grado de autoridad y protocolo internos, por detrás del presidente del Parlamento Europeo, y el primer rango en las relaciones internacionales y en el extranjero.

## Listado de presidentes

### Presidentes permanentes
Partidos:      EPP
     ALDE
     PSE
| N.º | Fotografía | Presidente               | Estado   | Inicio del mandato     | Fin del mandato         | Partido | Partido europeo | Partido europeo | Elección | Referencias |
| --- | ---------- | ------------------------ | -------- | ---------------------- | ----------------------- | ------- | --------------- | --------------- | -------- | ----------- |
| 1   |            | Herman Van Rompuy (1947) | Bélgica  | 1 de diciembre de 2009 | 30 de noviembre de 2014 | CD&V    |                 | PPE             | 2009     | [ 42 ]      |
| 1   | 5 años     | Herman Van Rompuy (1947) | Bélgica  |                        |                         | CD&V    |                 | PPE             | 2009     | [ 42 ]      |
| 2   |            | Donald Tusk (1957)       | Polonia  | 1 de diciembre de 2014 | 30 de noviembre de 2019 | PO      |                 | PPE             | 2014     | [ 43 ]      |
| 2   | 5 años     | Donald Tusk (1957)       | Polonia  |                        |                         | PO      |                 | PPE             | 2014     | [ 43 ]      |
| 3   |            | Charles Michel (1975)    | Bélgica  | 1 de diciembre de 2019 | 1 de diciembre de 2024  | MR      |                 | ALDE            | 2019     | [ 44 ]      |
| 3   | 5 años     | Charles Michel (1975)    | Bélgica  |                        |                         | MR      |                 | ALDE            | 2019     | [ 44 ]      |
| 4   |            | António Costa (1961)     | Portugal | 1 de diciembre de 2024 | En el cargo             | PS      |                 | PSE             | 2024     | [ 45 ]      |
| 4   | 250 días   | António Costa (1961)     | Portugal |                        |                         | PS      |                 | PSE             | 2024     | [ 45 ]      |